# Фрид, Хеди
Хеди Фрид (швед. Hédi Fried; 15 июня 1924, Сигет, Maramureș County — 19 ноября 2022, Стокгольм) — румынско-шведская писательница, психолог, пережившая Холокост. Прошла через Освенцим и нацистский концентрационный лагерь Берген-Бельзен. Почётный доктор Стокгольмского университета (2002).

## Биография
Хеди Фрид родилась 15 июня 1924 года в румынском городе Сигету-Мармацией. В годы Второй мировой войны прошла через нацистские концентрационные лагеря Освенцим и Берген-Бельзен. По линии Красного Креста в июле 1945 года приехала в Швецию. В Университете Стокгольма окончила факультет психологии. Занималась литературным творчеством. Написала несколько книг о концентрационных лагерях и издала их в Швеции.
Удостоена золотой медали за выдающиеся заслуги в шведской культуре — Иллис Кворум, в 1997 году названа Европейцем года. В 1998 году получила премию издательства «Natur & Kultur» в области культуры (Natur & Kulturs Kulturpris) — награда за литературное творчество. В 2002 году стала почётным доктором наук в Стокгольмском университете, в 2015 году получила премию Рауля Валленберга.
В 2016 году была удостоена Ордена звезды Румынии, а в 2017 году — ордена «За заслуги» Федеративной Республики Германии. В январе 2019 года награждена Медалью Серафимов.
Фрид умерла в Швеции 20 ноября 2022 года в возрасте 98 лет.

## Книги Хеди Фрид
- 1992 — Skärvor av ett liv. Vägen till och från Auschwitz (Осколки жизни. Дорога в Освенцим и обратно), Natur & Kultur, ISBN 91-27-02963-8
- 1995 — Livet tillbaka (Жизнь), Natur & Kultur, ISBN 91-27-05353-9
- 2002 — Ett tredje liv: från jordbävning i själen till meningsfull tillvaro (Три жизни: от потрясений до нормального существования), Natur & Kultur, ISBN 91-27-09280-1
- 2003 — Livets pendel. Fragment, erfarenheter, insikter (Маятник жизни. Фрагмент, опыт, идеи), Lärarhandledning Natur & Kultur, ISBN 91-27-09398-0
- 2017 — Frågor jag fått om Förintelsen (Вопросы о Холокосте), Natur & Kultur, ISBN 978-91-27-15085-0
- 2019 – Historien om Bodri (История Бодри), Natur & Kultur, ISBN 978-91-27-16125-2